# Yosepha Alomang
Yosepha Alomang (Mama Yosepha) là nhà bảo vệ môi trường người Indonesia thuộc tỉnh Papua Barat, một trong những nơi có đa dạng sinh học nhất trên hành tinh.
Bà được thưởng Giải Môi trường Goldman năm 2001, cho các nỗ lực tổ chức cộng đồng kháng cự lại việc đào mỏ của công ty khai thác mỏ Freeport-McMoRan trên 3 thập kỷ, đã phá hoại các rừng mưa, làm ô nhiễm sông ngòi, và bắt các cộng đồng dân cư phải di chuyển đi nơi khác.